# Resolució 329 del Consell de Seguretat de les Nacions Unides
La Resolució 329 del Consell de Seguretat de les Nacions Unides, aprovada per unanimitat el 10 de març de 1973, va recordar que es concedís a Zàmbia una prioritat després d'arriscar-se a fer malbé la seva economia per mantenir Resolució 327 contra Rhodèsia i va fer una crida a tots els estats a concedir informació immediata tècnica, assistència financera i material. El Consell va demanar al Secretari General de les Nacions Unides que coordini totes les agències de les Nacions Unides per ajudar a Zàmbia i va demanar al Consell Econòmic i Social de les Nacions Unides que examini la qüestió d'assistència econòmica a Zàmbia periòdicament.